# Paratettix rugosus
Paratettix rugosus är en insektsart som först beskrevs av Scudder, S.H. 1862.  Paratettix rugosus ingår i släktet Paratettix och familjen torngräshoppor. Inga underarter finns listade i Catalogue of Life.